# Murat Ural
Murat Ural (* 5. Juli 1987 in Bellinzona) ist ein ehemaliger Schweizer Fussballspieler. Nach dem Ende seiner aktiven Laufbahn begann der Jurist eine Trainerlaufbahn.

## Karriere

### Spielerkarriere
Ural entstammt der Jugend des FC Winterthur, bei dem der Juniorennationalspieler während der Spielzeit 2003/04 zum Debüt in der zweitklassigen Challenge League kam. Am Ende der Saison wechselte er zum Grasshopper Club Zürich, wo er in die Jugendmannschaft eingeordnet wurde und ohne Spieleinsatz für die Wettkampfmannschaft blieb. 2006 schloss er sich daher dem FC St. Gallen in der Super League an. Für den Klub debütierte er unter Trainer Rolf Fringer am 11. Spieltag der Spielzeit 2006/07 als Einwechselspieler für David Marazzi bei einer 1:4-Niederlage gegen seinen Ex-Club GCZ, gehörte aber meistens nur der Reservemannschaft an und kam nur zu unregelmässigen Profieinsätzen. In der folgenden Saison kam er zu 30 Saisonspielen, verpasste aber nach zwei Niederlagen in den Barragespielen gegen die AC Bellinzona den Klassenerhalt, Nach dem Abstieg des Klubs in die Challenge League wurde er mehrfach verliehen und lief für den FC Vaduz in der Super League sowie die Zweitligisten Servette FC und FC Gossau. Parallel spielte er in der Schweizer U-21-Auswahlmannschaft, mit der er in der Qualifikation zur U-21-Europameisterschaft 2009 als Gruppensieger in den anschließenden Ausscheidungsspielen erst in der Verlängerung gegen Spanien ausschied. Anfang 2011 wurde er an seinen Heimatklub FC Winterthur verliehen und am Ende der Leihfrist im Sommer fest unter Vertrag genommen, dieser verlieh ihn aber seinerseits bereits ein halbes Jahr später an den FC Schaffhausen. Trotz des Abstiegs in die drittklassige 1. Liga verpflichtete ihn der Klub im Sommer 2012, nach erfolgreichem Wiederaufstieg liess er beim FC Bulle und FC Düdingen seine Karriere ausklingen.
Parallel zu seiner Spielerkarriere studierte Ural Rechtswissenschaften mit Fokus auf internationalem Sportrecht. Während er hauptberuflich als Jugendanwalt und später Jurist bei einer Rechtsanwaltskanzlei arbeitete, engagierte er sich parallel als Jugendtrainer im Schweizer Fussball. Zunächst war er im Juniorenbereich seines Heimatklubs FC Winterthur tätig, ab 2017 betreute er dort die Reservemannschaft. 

### Trainerkarriere
Zum Jahreswechsel 2022/23 verpflichtete der FC Zürich Ural als neuen Trainerassistent für den Trainerstab von Bo Henriksen. Am 13. Februar 2024 rückte er gemeinsam mit Umberto Romano zu interimistischen Co-Cheftrainern bis zum Ende der Spielzeit 2023/24 auf, als Henriksen per sofort zum deutschen Bundesligisten 1. FSV Mainz 05 wechselte. Hatte der Klub unter dem Vorgänger zeitweise an der Ligaspitze gestanden, konnten die beiden die Mannschaft auf dem sechsten Platz gerade noch in die Meisterschaftsrunde führen. Daraufhin löste der Klub kurz vor Beginn der Meisterschaftsspiele in der Championship Group Ende April vorzeitig die Verträge auf. Nachfolger wurde der bisher für die Spielerentwicklung zuständige Vereinsfunktionär Ricardo Moniz.
Zur Saison 2024/25 schloss sich Ural als Assistent des neuen Cheftrainers Peter Zeidler, der zuvor mehrere Jahre unter anderem beim FC Sion und FC St. Gallen in der Schweiz gearbeitet hatte, dem deutschen Erstligaklub VfL Bochum an. Nachdem sich der Verein Ende Oktober 2024 vom Zeidler getrennt hatte, übernahm Ural gemeinsam mit dem weiteren Co-Trainer Markus Feldhoff die Mannschaft interimsweise, wobei Feldhoff die Aufgaben des Cheftrainers gegenüber den Medien übernahm. Anfang November 2024 wurde Dieter Hecking als neuer Cheftrainer vorgestellt.